# Ливадна власатка
Ливадната власатка (Festuca pratensis) е многогодишна, висока, рядкотуфеста трева, която вирее добре на места с по-влажни почви и в райони с повече валежи. Мразоустойчива е, през пролетта израства рано и издържа на ранни и късни застудявания. Устойчива е на често, но високо косене и изпасване, след което бързо подраства.
Ливадната власатка не е много взискателна към климата и почвата. При отглеждането ѝ за използване на надземната маса, се развива най-добре в глинести, песъчливо-глинести и богати на хумус почви. Кореновата ѝ система е добре развита и достига до един метър дълбочина в почвата. Съцветието е метлица, която до цъфтежа и след него е събрана, а по време на цъфтежа е разперена. Метлиците са едри, достигат до 20 cm дължина и имат пирамидална форма. Първоначално са жълтеникавозелени и постепенно цветът преминава през виолетово до кафяво. Семената са доста едри, плевести, без осили. Има прави стъбла, които достигат на височина до около един метър. Листата ѝ са плоски и меки, широки от 3 до 5 mm.
При самостоятелно отглеждане от нея се получават средно по 1200 – 1500 kg зелена маса от декар или 300 – 500 kg сено. При благоприятни условия добивът може да се увеличи до 2000 – 2500 kg зелена маса и 600 – 800 kg сухо сено. При отглеждането ѝ за семе, от декар се получават по 50 – 60 kg, а в по-редки случаи – по 100 – 120 kg.
Рядко се отглежда самостоятелно, а повече в смески с други треви, най-често с червена и розова детелина. Препоръчва се само в смески за затревяване на обекти със специално предназначение и за ливаден тип тревни площи. Поради грубата си листна маса и недостатъчното покритие е непригодна за качествени паркови тревни площи.